# Christine Humphreys
Christine Mary Humphreys, baronne Humphreys, née le 26 mai 1947 est une pair libéral démocrate galloise et cheffe du groupe du parti à la Chambre des lords.

## Biographie
Humphreys est également une ancienne présidente des libéraux démocrates gallois et est membre de l'Assemblée galloise pour la circonscription régionale du nord du Pays de Galles de 1999 à 2001. Elle est également la porte-parole des libéraux démocrates du Pays de Galles depuis 2015.
Avant de remporter l'élection à l'Assemblée nationale du Pays de Galles en 1999, elle est enseignante et directrice de l'enseignement professionnel dans une école moyenne galloise de son comté d'origine, Conwy.
Elle est élue à l'élection inaugurale de l'Assemblée en 1999 pour représenter le nord du Pays de Galles. Elle démissionne le 22 mars 2001 pour des raisons de santé et est remplacée par sa compatriote démocrate libérale Eleanor Burnham comme membre de l'Assemblée pour le nord du Pays de Galles.
En novembre 2007, elle est élue présidente du parti, battant Bob Barton et John Last. Elle sert ensuite deux mandats en tant que présidente du parti, dont un en tant que présidente honoraire des jeunes libéraux gallois.
Le 18 septembre 2013, elle est créée pair à vie mais elle dit qu'elle est en faveur de Réforme de la Chambre des Lords en prenant le titre de baronne Humphreys de Llanrwst dans le comté de Conwy, et tient à prêter serment dans son gallois natal au lieu de l'anglais traditionnel. Son discours inaugural chez les Lords met l'accent sur l'importance de la radiodiffusion en langue galloise.